# Rindermarkt (München)

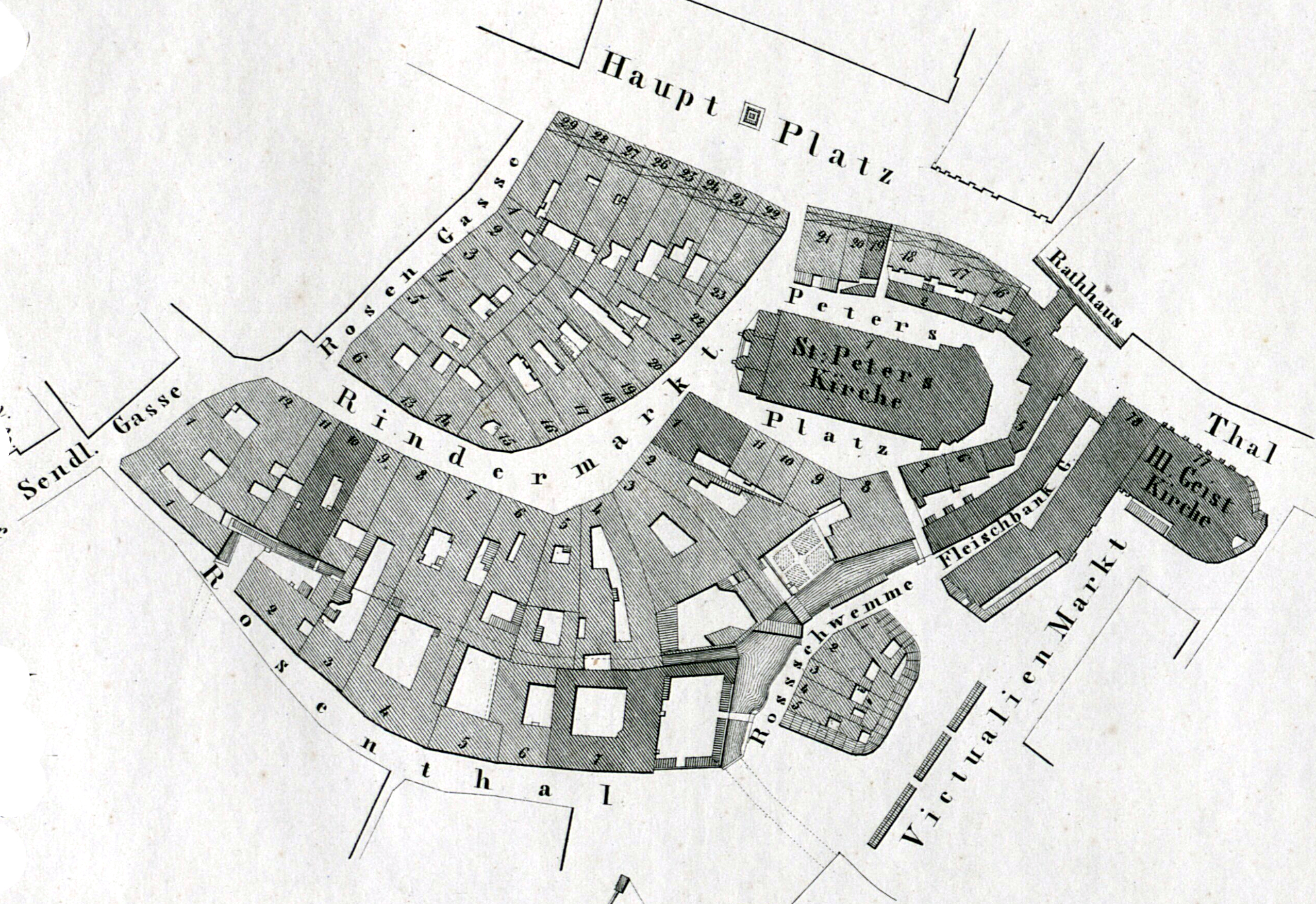
Die Rindermarkt-Situation von 1849 auf Katasterkarte von Gustav Wenng

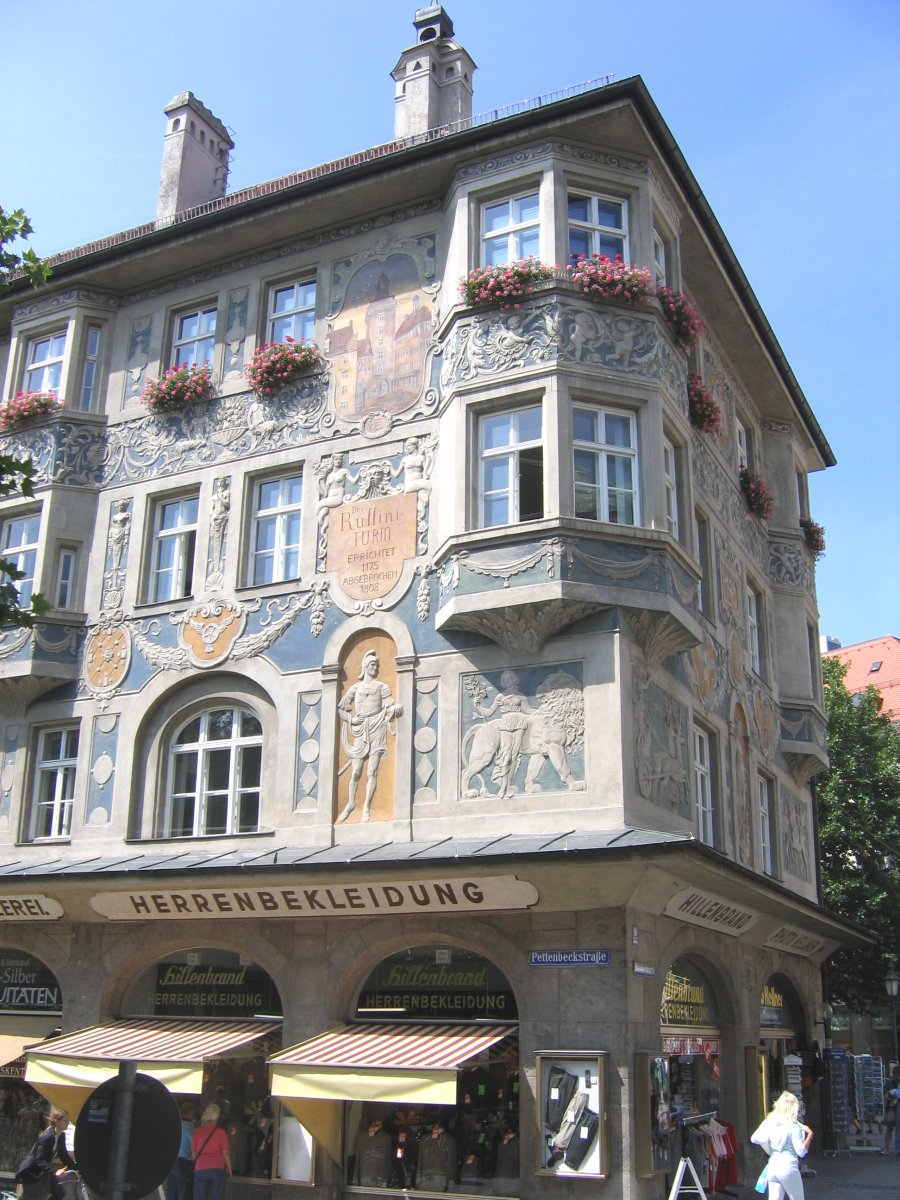
Ruffinihaus am Rindermarkt mit Ruffiniturm-Fresko

Der Rindermarkt ist einer der ältesten Straßenzüge Münchens, der einst den Marienplatz im Norden mit dem damaligen Inneren Sendlinger Tor verband. Seine Fortsetzung bildet heute die Sendlinger Straße, die bis zum (Äußeren) Sendlinger Tor führt.
Ursprünglich wurde dieser Straßenzug als Viehmarktplatz genutzt, wovon sich der Straßenname ableitet. Später errichteten hier vornehme Patrizier ihre Wohnhäuser. Im Zweiten Weltkrieg wurden die Häuser am Rindermarkt schwer in Mitleidenschaft gezogen. Beim Wiederaufbau wurden die ursprüngliche Straßen in Richtung Oberanger zum heutigen Platz erweitert. Nur die Nordseite des heutigen Rindermarktes folgt noch der alten Straßenflucht. Heute wirkt der Münchner Rindermarkt als Ruhepol inmitten der Münchner Altstadt. Viele traditionsreiche Unternehmen sowie Einzelhandelsgeschäfte haben sich am Rindermarkt angesiedelt. Während der Adventszeit findet hier der Kripperlmarkt im Rahmen des traditionsreichen Christkindlmarkts statt; es gab eine Unterbrechung in den Jahren ab 2012, als er vor der Alten Akademie stattfand.

## Bauwerke am Rindermarkt
- Die Kirche Sankt Peter, Münchens älteste Pfarrkirche, deren Turm im Volksmund Alter Peter genannt wird, trägt die Hausnummer Rindermarkt 1 und markiert das nördliche Ende des Rindermarktes hin zum Marienplatz.
- Der Rindermarktbrunnen stellt einen sitzenden Hirten dar, der über drei Rinder wacht.
- Der Löwenturm an der südöstlichen Seite des Rindermarktes ist ein Wasserturm aus dem 15. Jahrhundert, verziert mit Fresken mit Vögeln, Bäumen und Schriftzeichen.
- Das Ruffinihaus von 1905 ist eigentlich eine Gruppe von drei Häusern am Rindermarkt 10, die besonders reich verziert sind. Ein Fresko an der Fassade zeigt den Ruffiniturm (das ehemalige Innere Sendlinger Tor), der in der Nähe am Ende der Rosenstraße  stand.
- Vom Palais Wartenberg des Herzogs Ferdinand von Bayern (Haslingerhaus) vom Ende des 17. Jahrhunderts am Rindermarkt 6 ist nach den Zerstörungen im Zweiten Weltkrieg nichts erhalten. Hier lag auch seine 1807 säkularisierte Kirche St. Nikolaus von Tolentino und St. Sebastian.

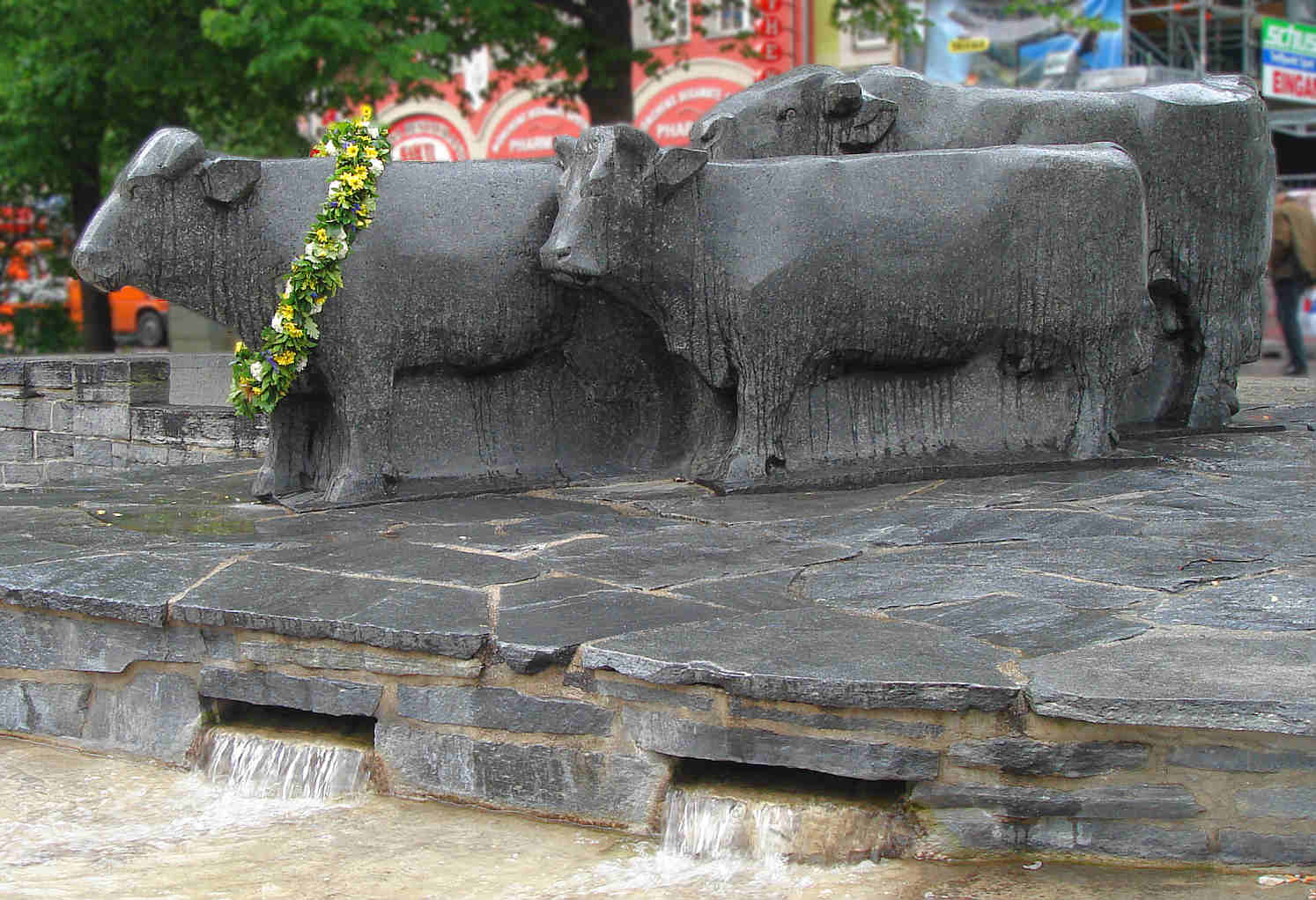
Rindermarktbrunnen
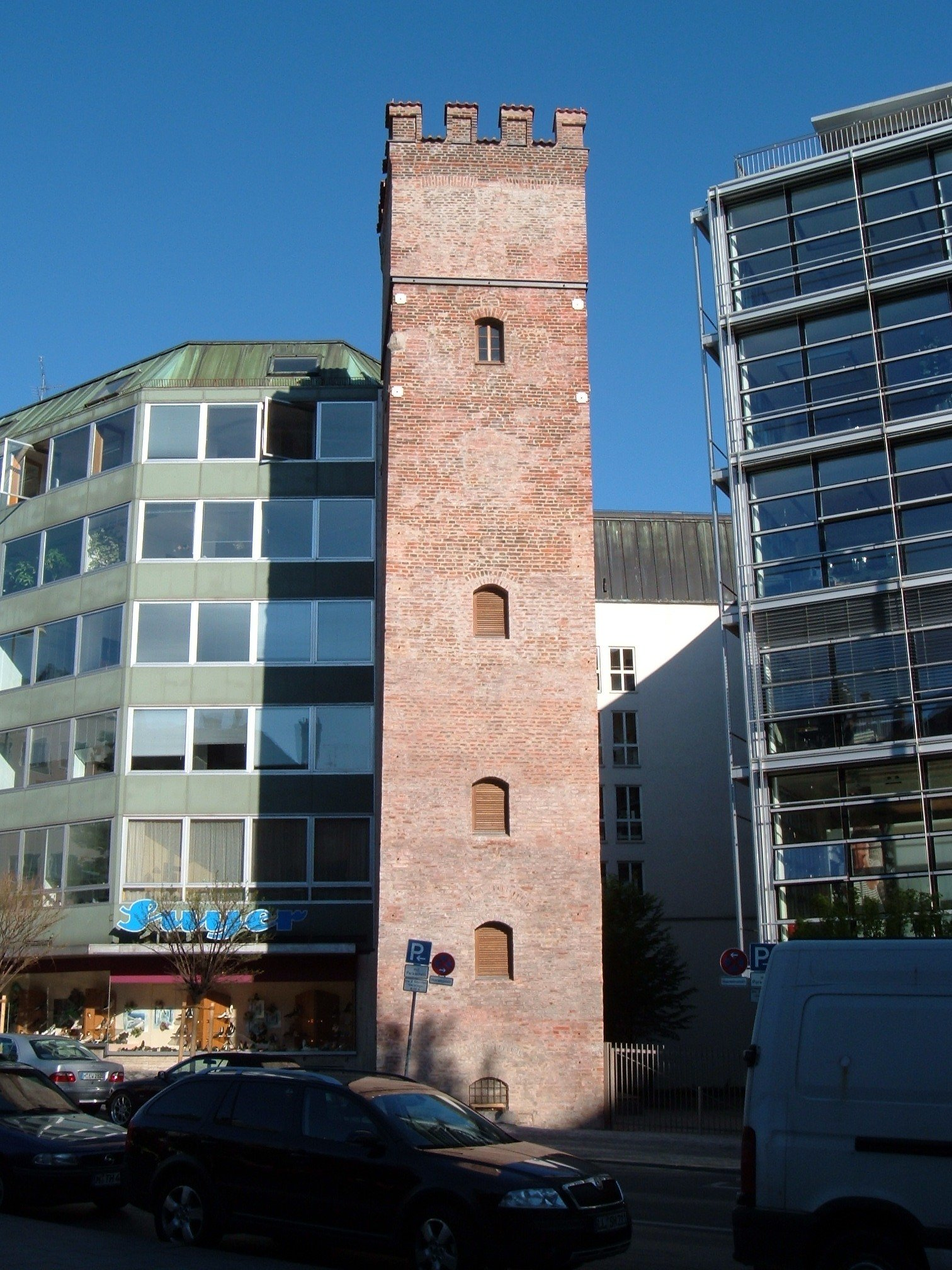
Der Löwenturm
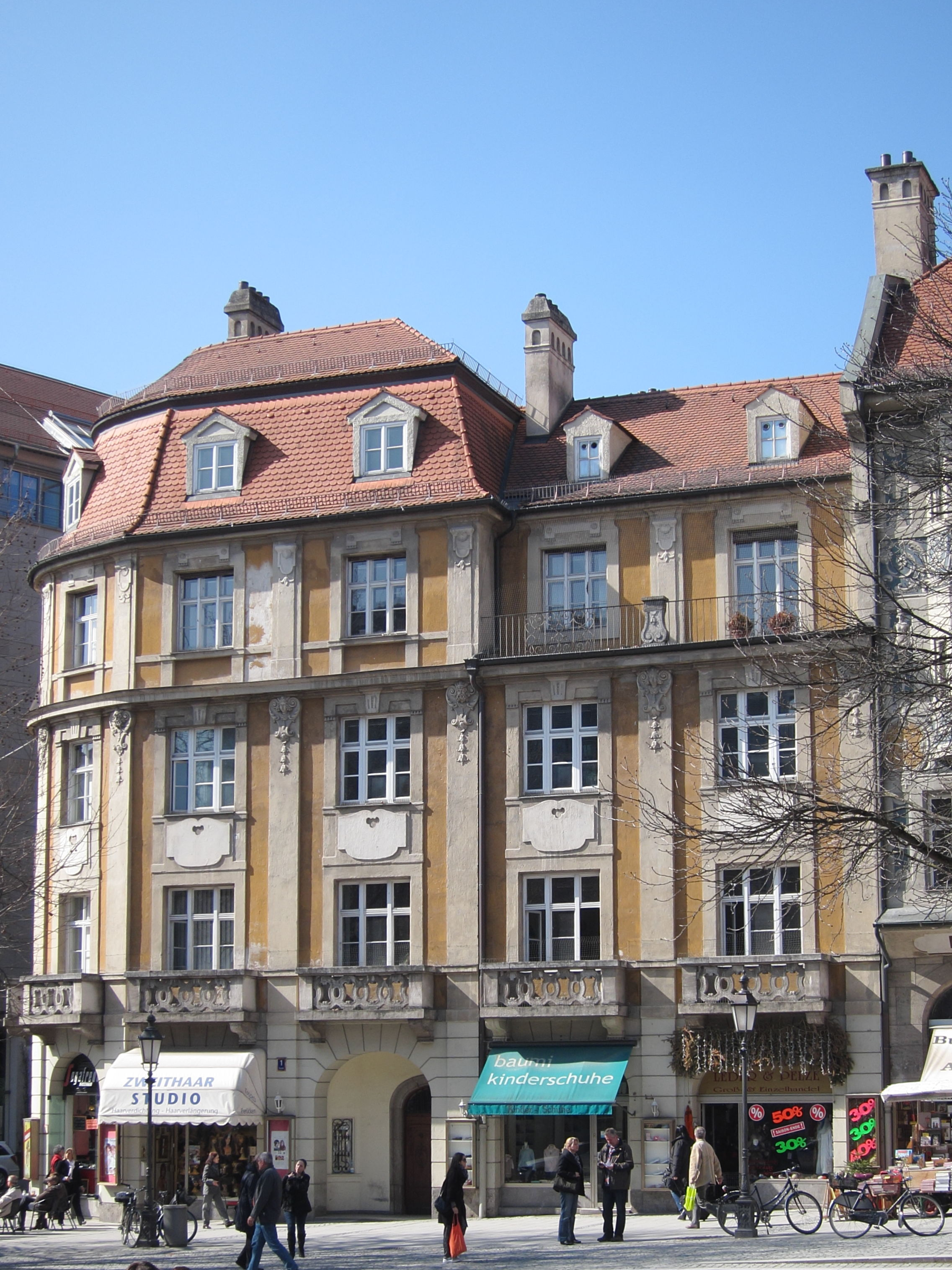
Die Südost-Ecke des Ruffinihauses am Rindermarkt